# Brasília Vôlei Esporte Clube
Brasília Vôlei Esporte Clube é um clube de voleibol brasileiro, sediado em Taguatinga, no Distrito Federal. Foi fundado em 24 de agosto de 2006 com a razão social Instituto Amigos do Vôlei e que foi idealizado pelas ex-atletas e medalhistas olímpicas, Leila Barros e Ricarda Lima. Ambas serviram a seleção brasileira e quiseram demonstrar como o esporte pode contribuir para a mudança de vida das pessoas. Quando o projeto foi apadrinhado por Bernardo Rezende, a entidade passou a concretizar seus projetos, envolvendo o esporte, educação e inclusão social. Foram criados núcleos de iniciação ao voleibol e após êxitos se multiplicaram ainda mais.
Em junho de 2013 ousaram em investir na implantação de uma equipe profissional, utilizando o nome fantasia de Brasília Vôlei para disputar entre as principais equipes da elite do voleibol nacional. Nesse mesmo ano competiu com equipes da Série A brasileira e alcançou o quarto lugar na I Copa Brasília.
Disputaram a temporada 2013-14 sob o comando do técnico Sérgio Negrão e em seu primeiro ano na elite do voleibol alcançou a oitava colocação. Este técnico permaneceu até a temporada 2014-15, quando o clube melhorou uma posição na correspondente Superliga Brasileira A. Atualmente a equipe é comandada pelo técnico Durval Nunes no feminino e Marcelo Thiessen no masculino

## Histórico
Nomes Utilizados pelo Clube na elite do voleibol nacional:
- IAV/Brasília Vôlei (2013 e 2014)
- Terracap/Brasília Vôlei  (2015)[6]
- Terracap/BRB/Brasília Vôlei  (2016)[1]

### Resultados
- Copa Brasília: 2013[4]
- 3°  Campeonato Sul-Americano de Voleibol feminino

## Elencos

### Elenco atual
Elenco da equipe feminina do Brasília Vôlei para a temporada 2024/2025.

### Elencos anteriores
Relacionados Para a Disputa da Superliga Brasileira Feminina de 2021/2022 e a Superliga Brasileira Masculina de 2021/2022
| Camisa | Nome         | Posição     | Altura |
| ------ | ------------ | ----------- | ------ |
| 1      | Ana Cristina | Levantadora | 1,73   |
| 2      | Lia Vitória  | Central     | 1,80   |
| 3      | Nátalia      | Ponteira    | 1,80   |
| 4      | Neneca       | Ponteira    | 1,85   |
| 5      | Maynara      | Levantadora | 1,70   |
| 6      | Aline        | Central     | 1,93   |
| 7      | Ana Caroline | Ponteira    | 1,83   |
| 8      | Arianne      | Oposta      | 1,80   |
| 9      | Edna         | Central     | 1,87   |
| 10     | Mimi Sosa    | Central     | 1,77   |
| 11     | Geovana      | Central     | 1,86   |
| 12     | Vitória      | Líbero      | 1,65   |
| 14     | Sara         | Oposta      | 1,85   |
| 17     | Paquiardi    | Ponteira    | 1,81   |
| 18     | Ju Paes      | Líbero      | 1,68   |

| Camisa | Nome        | Posição    | Altura |
| ------ | ----------- | ---------- | ------ |
| 2      | Santos      | Líbero     | 1,84   |
| 4      | Cristiano   | Ponteiro   | 1,88   |
| 5      | Rubbo       | Central    | 2,00   |
| 7      | Dario       | Oposto     | 1,98   |
| 8      | Renato      | Oposto     | 1,98   |
| 9      | Rodrigues   | Ponteiro   | 1,89   |
| 11     | C. Henrique | Levantador | 1,87   |
| 12     | Alesson     | Central    | 2,05   |
| 13     | Dutra       | Central    | 2,05   |
| 14     | Goide       | Levantador | 1,91   |
| 15     | Gomes       | Líbero     | 1,71   |
| 16     | Lucaian     | Ponteiro   | 1,90   |
| 18     | Luan        | Ponteiro   | 1,93   |

| Camisa | Nome                | Posição     | Altura |
| ------ | ------------------- | ----------- | ------ |
| 1      | Vivian Lima         | Levantadora | 1,82   |
| 2      | Lia Vitória         | Central     | 1,80   |
| 3      | Katryne Rodrigues   | Central     | -      |
| 4      | Bruna Carvalho      | Ponteira    | -      |
| 5      | Amanda Marques      | Oposta      | 1,81   |
| 6      | Samaret Caraballo   | Ponteira    | -      |
| 7      | Juliana Carrijo     | Levantadora | 1,77   |
| 8      | Arianne Tolentino   | Oposta      | 1,80   |
| 9      | Lanna Gabriella     | Central     | 1,83   |
| 10     | Ana Medina          | Ponteira    | 1,81   |
| 11     | Andressa Krachefski | Libero      | 1,74   |
| 12     | Vitória Trindade    | Libero      | 1,65   |
| 14     | Sonaly Cidrão       | Ponteira    | 1,83   |
| 15     | Camila Paracatu     | Central     | 1,89   |
| -      | Ana Pirineus        | Levantadora | -      |
| -      | Sophia Dantas       | Libero      | -      |